# アンドラのイスラム教
本項目では、アンドラのイスラム教について記述する。
アメリカ合衆国国務省による2006年の信教の自由に関する報告によると、アンドラは全人口72,000人の内約2000人が北アフリカ出身者で占められており、アンドラ国内において最大のムスリムグループを形成している。ムスリムは2つのグループに分けることができ、穏健派と、イスラム原理主義に近い考え方をする者に分かれる。

## 多数派集団
- モロッコ系 (515)
- トルコ系 (112)
- パキスタン系 (79)

## 施設
ムスリムコミュニティにはイスラム文化センターがあり、約50人の生徒にアラビア語の授業を行っている。政府とムスリムコミュニティは学校でこのような授業を可能にするシステムに関して未だに合意していない。
アンドラには専用のモスクはなく、政府はモスク建設計画に対し土地を提供することを拒否、十分に低価格な土地がないとしている。2003年。地元のイマームであるMohamed RaguigはJoan Martí Alanis司祭のもとを訪れ、モスク建設のため教会から土地もしくはモスクとして利用するための教会内の空間を分けてもらえないだろうかと依頼した。

## 歴史
700年ごろ、ムスリムが西ゴート族の土地からセグレ渓谷を通って現代のアンドラの領地を征服した。ムスリムたちはアンドラの領地を征服することが目的ではなく、トゥールーズ、ナルボンヌ、カルカソンヌ、ニームといったフランス南部の都市に侵攻するための近道として利用していた。
732年のトゥール・ポワティエ間の戦いと778年のロンスヴォーの戦いの後、ピレネー山脈を超える遠征は幕を閉じた。
Antoni Filter i Rossellの歴史書Manual Digest（1748年）によると、788年、Marc Almugàverに率いられた5,000人のアンドラ人がVall de Carolでムスリムと戦うシャルルマーニュの援軍にやってきた。戦いの後、シャルルマーニュはアンドラに保護を約束し、彼らに自治を認めた。